# Яковлєв Терентій Григорович
Тере́нтій Григо́рович Я́ковлєв (1899 , Широке, Вовчанський повіт, Харківська губернія, Російська імперія  — невідомо ) — український радянський діяч, селянин, голова колгоспу. Депутат Верховної Ради УРСР 1-го скликання (1938–1947).

## Біографія
Народився 1899 року в багатодітній родині селянина-бідняка у селі Широке, тепер Вовчанський район, Харківська область, Україна. Навчався у початковій школі. З 1911 по 1917 рік працював пастухом, наймитував у заможних селян.
З 1917 по 1918 рік служив у Червоній гвардії: воював у червоногвардійському загоні Бусигіна, був поранений. З 1918 по 1922 рік — у Червоній армії, учасник громадянської війни в Росії. Служив у складі 468-го полку 52-ї дивізії РСЧА. Брав участь у боях з білогвардійськими військами барона Врангеля під Каховкою та Перекопом. З 1921 року брав участь у боротьбі з повстанськими загонами Кібця, Штиля, Хмари і Зеленого у знам'янських лісах Олександрійського повіту.
У 1922 році оселився в селі Дмитрівка Знам'янського району і до 1929 року працював у власному господарстві та наймитував.
З 1929 по 1933 рік — колгоспник, бригадний конюх, завідувач тваринництва колгоспу «Гігант», а з 1933 по 1934 — завгосп розукрупненого колгоспу імені Єжова села Дмитрівки Знам'янського району. Обирався головою адміністративно-господарської, а згодом фінансової секції і заступником голови Дмитрівської сільської ради.
З 1934 по 1938 рік — голова правління колгоспу імені Єжова (потім — імені XVIII з'їзду ВКП(б)) села Дмитрівки Знам'янського району Миколаївської області.
26 червня 1938 року обраний депутатом Верховної Ради УРСР 1-го скликання по Знам'янській виборчій окрузі № 130 Миколаївської області.
У серпні 1938 — квітні 1940 року — заступник голови виконавчого комітету Знам'янської районної ради депутатів трудящих Миколаївської (з січня 1939 року — Кіровоградської) області.
Член ВКП(б) з 1939 року.
У квітні 1940 — березні 1941 року — директор Дмитрівської машинно-тракторної станції (МТС) Знам'янського району Кіровоградської області.
У березні — серпні 1941 року — заступник голови виконавчого комітету Знам'янської районної ради депутатів трудящих Кіровоградської області.
Під час німецько-радянської війни з серпня 1941 по травень 1942 року знаходився в евакуації у Кінельському районі Куйбишевської області, де працював колгоспником в колгоспі імені Комінтерну.
З травня 1942 по січень 1944 року — в Червоній армії, служив заступником командира батальйону із політичної частини.
З 1944 року — завідувач відділу державного забезпечення і заступник голови виконавчого комітету Знам'янської районної ради депутатів трудящих Кіровоградської області.